# ديفيد فوربس هندري
ديفيد فوربس هندري (بالإنجليزية: David Forbes Hendry)‏ هو اقتصادي بريطاني، ولد في 6 مارس 1944 في نوتنغهام في المملكة المتحدة.